# Lucy Anne FitzGerald
 (6 novembre 2018).
Le contenu est difficilement compréhensible vu les erreurs de traduction, qui sont peut-être dues à l'utilisation d'un logiciel de traduction automatique.
Lucy Anne FitzGerald (5 février 1771 - 20 janvier 1851) est une militante irlandaise.

## Biographie
Lucy Anne FitzGerald est née le 5 février 1771, probablement à Leinster House à Dublin. Elle est la 17e des 19 enfants de James FitzGerald, 1er duc de Leinster et Lady Emily Fitzgerald (née Lennox). Après la mort de son père en 1774, sa mère déménage en France avec Lucy et les plus jeunes enfants. Elle s'y marie avec le tuteur des enfants, William Ogilvie. En 1781, la famille retourne en Irlande, et plus tard déménage à Londres,.
FitzGerald et sa mère étaient des partisans de leur cousin, Charles James Fox, un politicien whig radical. Elle a aussi été influencée par son frère, Edward FitzGerald dont les tendances politiques étaient à la fois républicaine et pro-catholique. Au cours de la période passée en Irlande d'octobre 1796 à mai 1797, elle rencontre beaucoup d'amis d'Edward, y compris Arthur O'Connor. Jusqu'à la mort d'Edward en 1798, elle tient un journal détaillant ses engagements et opinions sur les Irlandais et les bouleversements politiques de l'époque. Son journal fournit un compte rendu factuel sur les mouvements d'Edward, car elle a passé beaucoup de temps avec sa femme Pamela. Les deux femmes apprécient les chants révolutionnaires français et des gigues irlandaises et partagent leur soutien à la Société des Irlandais unis. Ces opinions fortes semblent avoir repoussé de nombreux prétendants potentiels. Ses amis interprètent sa réaction après l'arrestation d'Arthur O'Connor comme un signe de son amour. Son emprisonnement à la prison de Kilmainham a entraîné le renforcement de ses idées républicaines. Les lettres de O'Connor à FitzGerald sorties clandestinement de la prison ont été conservées. Elle fait campagne à Londres pour sa libération et le couple se rencontre de nouveau avant son arrestation en mars 1798 à Margate.
Après la mort de son frère Edward, le 4 juin 1798, elle écrit une lettre ouverte, À la nation Irlandaise, dans l'espoir de poursuivre son héritage et la cause républicaine irlandaise. Son beau-père, Ogilvie, en bloque la publication en raison de son contenu incendiaire. Elle écrit également à Thomas Paine et continue de correspondre avec O'Connor lorsqu'il est enfermé à Fort George en Écosse en mars 1799. Une fois de plus les lettres sont un témoignage de ses pensées à cette époque et des tensions au sein de la  Société des Irlandais unist.
FitzGerald épouse le capitaine Thomas Foley le 31 juillet 1802. Le couple a vécu à son Carmarthenshire de l'immobilier[Quoi ?], et n'avait pas d'enfants. Après sa mort, en 1833, elle a vécu à Arundel. Elle chérissait la mémoire de son frère Edward et a critiqué la biographie de 1831 par Thomas Moore comme une image inexacte de lui. FitzGerald est retournée à Marseille, où elle avait vécu dans son enfance, en 1841. Elle y meurt le 20 janvier 1851.